# Pleuropneumonie contagieuse caprine
La pleuropneumonie contagieuse caprine est une maladie grave de la chèvre due à Mycoplasma capricolum subspecies capripneumoniae. Elle est répandue dans de nombreux pays d'Afrique et d'Asie, où elle  cause des pertes économiques importantes

## Importance et extension
La pleuropneumonie contagieuse caprine a été identifiée pour la première fois en Algérie, en 1873. En 1881, la maladie est introduite dans la « colonie du Cap » (Afrique du Sud) avec une cargaison de chèvres Angora. Elle est alors éradiquée par une politique d’abattage associée à la vaccination des chèvres ayant été en contact avec les malades. C'est aujourd'hui une épizootie présente dans de nombreux pays d'Afrique et d'Asie, où elle  cause des pertes économiques importantes. 
L'agent causal a été isolé pour la première fois au Kenya, puis au Soudan, en Tunisie, à Oman, en Turquie, au Tchad, en Ouganda, en Éthiopie, au Niger, en Tanzanie, en Érythrée et aux Émirats arabes unis. La maladie a été signalée en Europe en 2004, dans la province turque de Thrace. L'ampleur exacte de sa diffusion est difficile à évaluer, car son diagnostic est ardu et elle est souvent confondue avec d’autres affections respiratoires.

## Espèces animales concernées
La maladie affecte principalement l'espèce caprine, mais également les ruminants sauvages. Dans une réserve animalière du Qatar, les espèces suivantes ont été reconnues infectées avec une morbidité et une mortalité significatives : chèvre sauvage (Capra aegagru), bouquetin d’Abyssinie (Capra ibex nubian), mouflon du Laristan (Ovis orientalis laristanica), Gerenuk (Litocranius waleri). Dans les troupeaux mixtes mêlant chèvres et moutons, ces derniers peuvent être contaminés, mais l'expression clinique se limite souvent aux chèvres et  peut-être le mouton joue-t-il simplement le rôle de réservoir de la maladie.

## Transmission et symptômes
La maladie semble être transmise par des aérosols infectieux, et les animaux porteurs chroniques jouent un rôle majeur dans la propagation de la maladie.
Dans la forme aiguë ou subaiguë, après 2 à 3 jours de très forte fièvre, des symptômes respiratoires apparaissent : respiration accélérée et douloureuse, toux violente et productive. Au stade terminal, les animaux restent debout, les membres antérieurs écartés, le cou en extension, incapables de se déplacer. Les taux de morbidité et de mortalité sont élevés, quels que soient l'âge et le sexe des animaux. Les chèvres gravides avortent. 
À l'autopsie, on découvre une pleuropneumonie fibrineuse avec une hépatisation massive du poumon et une pleurésie exsudative libérant une grande quantité de liquide pleural de couleur jaune paille. 

## Agent pathogène
Mycoplasma capricolum subspecies capripneumoniae, l'agent causal de la maladie, est très proche de trois autres mycoplasmes : M. mycoides subsp. mycoides large colonies, M. mycoides subsp. capri, et M. capricolum subsp. capricolum qui provoquent des pathologies pouvant prêter à confusion. Mais contrairement à la  pleuropneumonie contagieuse caprine, celles-ci débordent le cadre de la cage thoracique.
Le diagnostic de certitude nécessite la culture de l’agent causal à partir d’échantillons de tissu pulmonaire et/ou de liquide pleural prélevés après la mort.